# Paroisses de l'île de Man
Pour les articles homonymes, voir Paroisse.

Carte des 17 paroisses traditionnelles et des villes et villages ou districts de l’île de Man.

Les 24 paroisses administratives de l'île de Man sont des subdivisions territoriales de second ordre de l’île de Man.
Les 17 paroisses traditionnelles (dites « insulaires » pour les distinguer des paroisses administratives) ne correspondent plus aux paroisses administratives actuelles, même si elles ont conservé leur regroupement en six sheadings traditionnels.
Les paroisses sont elles-mêmes subdivisées en localités (c’est-à-dire, soit l'une des quatre villes ou paroisses urbaines, soit des villages, qui peuvent dans les deux cas inclure un ou plusieurs bourgs ruraux qui leur sont rattachés administrativement) ou districts (regroupant plusieurs villages et bourgs ruraux). À la suite du redécoupage administratif, deux des paroisses traditionnelles sont devenues des districts, et les 15 autres paroisses administratives actuelles regroupent les bourgs des zones rurales non organisés en villes, villages ou districts.